# Homare Sawa
Pour les articles homonymes, voir Sawa.
Homare Sawa (澤 穂希, Sawa Homare), née le 6 septembre 1978 à Fuchū dans l'agglomération de Tōkyō au Japon, est une joueuse internationale japonaise de football évoluant au poste de milieu de terrain. Elle est la capitaine de l'équipe du Japon féminine qui remporte la médaille d'or de la Coupe du monde féminine 2011 et la médaille d'argent lors des Jeux olympiques d'été de 2012. En 2012, elle est nommée joueuse mondiale de l'année 2011. Fin 2015, elle annonce sa retraite après plus de 20 saisons dans l'élite du football féminin. Au Japon elle a joué au NTV Beleza et au INAC Leonessa.

## Biographie

### Jeunesse
Homare Sawa commence à jouer au football à l'âge de 6 ans. Alors qu'elle regarde son grand frère s'entraîner, l'entraîneur de l'équipe de garçons l'invite à jouer avec eux sur le terrain.

### Carrière en club

#### Débuts au Yomiuri Beleza
En 1991, le club Yomiuri Beleza, ensuite renommé NTV Beleza et qui évolue en première division japonaise, recrute Homare Sawa alors qu'elle n'a que douze ans. Dès sa première saison, elle marque 5 buts en 13 matchs. Après 7 saisons avec le club pour 136 matchs et 79 buts marqués, elle rejoint les États-Unis et les Denver Diamonds en 1999.

#### Entre États-Unis et Japon
Sawa ne joue aucun match avec le club de Denver et rejoint en tant que titulaire le club d'Atlanta Beat, au moment de la création de la ligue professionnelle américaine, la Women's United Soccer Association, en 2001. Elle marque le premier but dans l'histoire du club, et devient une pièce maîtresse dans le jeu offensif du Atlanta Beat durant les trois saisons d'existence de la ligue. Malgré sa petite taille (164 cm) et ses 55 kg, elle aide les Beat à atteindre les éliminatoires, chaque saison.
À la suite de la disparition de la Women's United Soccer Association en 2003, Homare Sawa retourne évoluer au Japon, où elle joue pour son ancien club du NTV Beleza, en première division féminine. En 2004, elle est nommée joueuse de l'année par la Confédération asiatique de football. Elle est à nouveau récompensée en 2008.
Lors de la création de la Women's Professional Soccer, Homare Sawa est sélectionnée par le Washington Freedom pour participer au premier tour de repêchage international. Elle évolue deux saisons avec Washington Freedom en 2009 et 2010 mais participe également à quelques rencontres avec le NTV Beleza. Ce nouveau passage aux États-Unis lui a permis, selon elle, de se renforcer techniquement et physiquement.

#### Fin de carrière au INAC Leonessa
Elle retourne une nouvelle fois au Japon, en 2011 au INAC Kobe Leonessa, afin de se préparer pour la Coupe du monde de football féminin 2011. Le 9 décembre 2011 elle remporte le prix de la Joueuse mondiale de l'année 2011. Elle joue cinq saisons et remporte de nombreux trophées avec le club dont trois titres de Nadeshiko et plusieurs coupes. Fin 2015, elle annonce qu'elle prend sa retraite de footballeuse après plus de 400 matchs joués en championnat.

### Carrière internationale
Le 5 décembre 1993, à l'âge de 15 ans, Homare Sawa fait ses débuts en sélection nationale en marquant 4 buts face aux Philippines. Elle devient alors une pièce maîtresse de l'équipe nationale japonaise. Elle participe ainsi à six Coupe du monde féminine et quatre Jeux Olympiques, en 1996, 2004, 2008 et 2012. Elle détient les records de sélection et de buts marqués avec le Japon, avec 205 matchs et 83 buts marqués. 

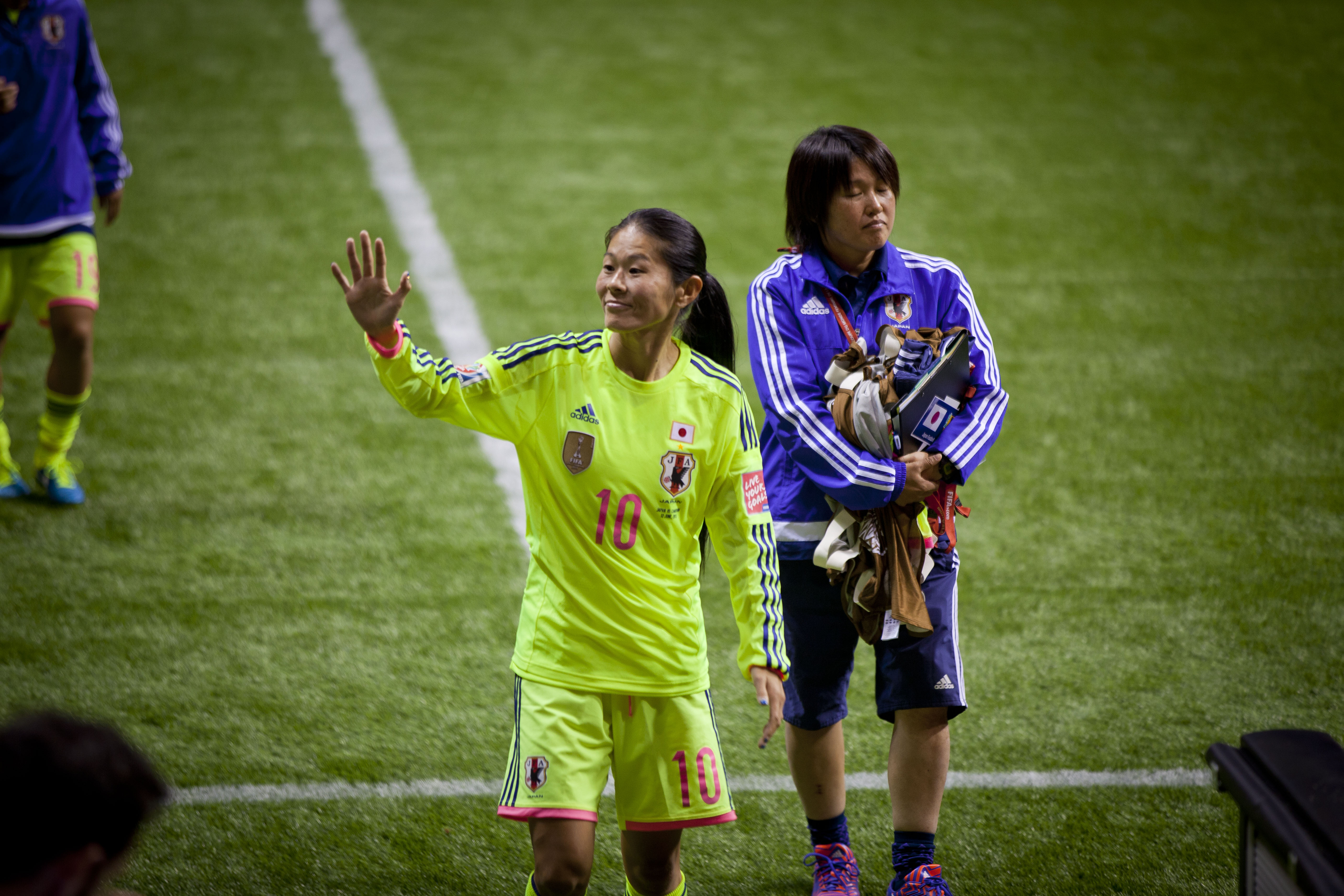
Homare Sawa lors de la Coupe du monde féminine 2015, au Canada en juin 2015

Homare Sawa fait partie du groupe japonais présent lors des Coupes du monde de football féminin 1995, où les Nippones sont quart-de-finalistes, 1999, 2003 et 2007, où les Japonaises ne passent pas le premier tour. Elle participe à la Coupe du monde de football féminin 2011, marquant trois buts lors de la première phase, dont un triplé contre le Mexique. Elle termine la Coupe du monde avec une récolte de 5 buts, méritant ainsi le Soulier d'or. Son but à la 117 minute lors de la finale face aux États-Unis permet au Japon de revenir au score, à deux buts partout. Le Japon remporte finalement la séance de tirs au but et met la main sur sa première Coupe du monde de football féminin. Elle est également élue meilleure joueuse du tournoi.
Elle prend sa retraite internationale en août 2012, après avoir aidé le Japon à remporter la médaille d'argent lors du Tournoi féminin de football aux Jeux olympiques d'été de 2012. Elle retrouve finalement la compétition internationale en 2014 pour aider le Japon à gagner la Coupe d'Asie des nations de football féminin 2014, durant la compétition elle inscrit son 82e but international. En 2015, elle fait son retour en sélection, après une blessure qui l'a écartée de l'équipe nationale pendant près d'un an en marquant le but de la victoire lors d'un match amical face à la Nouvelle-Zélande. En participant à la Coupe du monde féminine 2015 au Canada, Sawa devient, avec Formiga (joueuse de football brésilienne) la recordman de participations en coupe du monde avec 6 apparitions. Les Japonaises sortent premières de la phase de groupes et atteignent la finale de la compétition après des victoires face aux Pays-Bas, à l'Australie et à l'Angleterre. Les États-Unis privent finalement le Japon d'une seconde coupe du monde en remportant la finale 5 à 2 grâce à un triplé, notamment, de Carli Lloyd.

### Style de jeu
Homare Sawa est principalement connue pour sa technique et ses qualités athlétiques. Sawa est une joueuse très rapide et capable de déposer la plupart de ses adversaires sur une accélération. Elle est, de surcroît, très endurante et réalise de nombreux allers et retours entre son camp et la surface de réparation adverse. Sa vitesse et sa technique lui permettent de concrétiser de nombreuses actions ou de délivrer des passes décisives à ses attaquantes. Malgré son physique très menu, elle parvient, grâce à sa détermination, à sortir vainqueur de la plupart de ses duels.

## Statistiques
| Saison                | Club                  | Championnat           | Championnat | Championnat | Coupe nationale | Coupe nationale | Coupe de la Ligue | Coupe de la Ligue | Japon | Japon | Total | Total |
| Saison                | Club                  | Division              | M.          | B.          | M.              | B.              | M.                | B.                | M.    | B.    | M.    | B.    |
| 1991                  | Yomiuri Beleza        | JLSL                  | 13          | 5           |                 |                 | -                 | -                 | -     | -     | 13    | 5     |
| 1992                  | Yomiuri Beleza        | JLSL                  | 20          | 3           |                 |                 | -                 | -                 | -     | -     | 20    | 3     |
| 1993                  | Yomiuri Beleza        | JLSL                  | 17          | 5           |                 |                 | -                 | -                 | 4     | 4     | 21    | 9     |
| 1994                  | Yomiuri Beleza        | L-League              | 17          | 11          |                 |                 | -                 | -                 | 6     | 1     | 23    | 12    |
| 1995                  | Yomiuri Beleza        | L-League              | 18          | 16          |                 |                 | -                 | -                 | 8     | 0     | 26    | 16    |
| 1996                  | Yomiuri Beleza        | L-League              | 17          | 14          |                 |                 | -                 | -                 | 10    | 3     | 27    | 17    |
| 1997                  | Yomiuri Beleza        | L-League              | 18          | 14          |                 |                 | -                 | -                 | 7     | 13    | 25    | 27    |
| 1998                  | Yomiuri Beleza        | L-League              | 16          | 11          |                 |                 | -                 | -                 | 10    | 4     | 26    | 15    |
| 1999                  | NTV Beleza            | L-League              | 0           | 0           |                 |                 | -                 | -                 | 8     | 0     | 8     | 0     |
| Sous-total            | Sous-total            | Sous-total            | 136         | 79          |                 |                 | -                 | -                 | 53    | 25    | 189   | 104   |
| 1999                  | Denver Diamonds       | W-League              |             |             | -               | -               | -                 | -                 | -     | -     | 0     | 0     |
| 2000                  | Denver Diamonds       | W-League              |             |             | -               | -               | -                 | -                 | 1     | 1     | 1     | 1     |
| Sous-total            | Sous-total            | Sous-total            | 0           | 0           | -               | -               | -                 | -                 | 1     | 1     | 1     | 1     |
| 2001                  | Atlanta Beat          | WUSA                  | 19+2        | 3           | -               | -               | -                 | -                 | 8     | 6     | 29    | 9     |
| 2002                  | Atlanta Beat          | WUSA                  | 21+1        | 7           | -               | -               | -                 | -                 | 8     | 5     | 30    | 12    |
| 2003                  | Atlanta Beat          | WUSA                  | 15+2        | 3           | -               | -               | -                 | -                 | 12    | 10    | 29    | 13    |
| Sous-total            | Sous-total            | Sous-total            | 60          | 13          | -               | -               | -                 | -                 | 28    | 21    | 88    | 34    |
| 2004                  | NTV Beleza            | L1                    | 6           | 5           |                 |                 | -                 | -                 | 8     | 2     | 14    | 7     |
| 2005                  | NTV Beleza            | L1                    | 21          | 16          | 5               | 3               | -                 | -                 | 9     | 3     | 35    | 22    |
| 2006                  | NTV Beleza            | Nadeshiko div.1       | 17          | 13          | 3               | 2               | -                 | -                 | 17    | 7     | 37    | 22    |
| 2007                  | NTV Beleza            | Nadeshiko div.1       | 20          | 6           | 4               | 5               | 2                 | 0                 | 14    | 6     | 40    | 17    |
| 2008                  | NTV Beleza            | Nadeshiko div.1       | 21          | 7           | 4               | 1               | -                 | -                 | 15    | 7     | 40    | 15    |
| Sous-total            | Sous-total            | Sous-total            | 85          | 47          | 16              | 11              | 2                 | 0                 | 63    | 25    | 166   | 83    |
| 2009                  | Washington Freedom    | WPS                   | 20          | 3           | -               | -               | -                 | -                 | -     | -     | 20    | 3     |
| Sous-total            | Sous-total            | Sous-total            | 20          | 3           | -               | -               | -                 | -                 | -     | -     | 20    | 3     |
| 2009                  | NTV Beleza            | Nadeshiko div.1       | 4           | 2           | 4               | 1               | -                 | -                 | 1     | 0     | 9     | 3     |
| Sous-total            | Sous-total            | Sous-total            | 4           | 2           | 4               | 1               | -                 | -                 | 1     | 0     | 9     | 3     |
| 2010                  | Washington Freedom    | WPS                   | 21          | 3           | -               | -               | -                 | -                 | -     | -     | 21    | 3     |
| Sous-total            | Sous-total            | Sous-total            | 21          | 3           | -               | -               | -                 | -                 | -     | -     | 21    | 3     |
| 2010                  | NTV Beleza            | Nadeshiko             | -           | -           | 1               | 0               | -                 | -                 | 15    | 3     | 16    | 3     |
| Sous-total            | Sous-total            | Sous-total            | -           | -           | 1               | 0               | -                 | -                 | 15    | 3     | 16    | 3     |
| 2011                  | INAC Kobe Leonessa    | Nadeshiko             | 16          | 4           | 4               | 0               | -                 | -                 | 16    | 5     | 36    | 9     |
| 2012                  | INAC Kobe Leonessa    | Nadeshiko             | 17          | 2           | 3               | 0               | 4                 | 0                 | 10    | 1     | 34    | 3     |
| 2013                  | INAC Kobe Leonessa    | Nadeshiko             | 16          | 2           | 4               | 0               | 6                 | 0                 | 2     | 0     | 28    | 2     |
| 2014                  | INAC Kobe Leonessa    | Nadeshiko             | 26          | 2           | 2               | 0               | -                 | -                 | 8     | 1     | 36    | 3     |
| 2015                  | INAC Kobe Leonessa    | Nadeshiko div.1       | 19          | 2           | 5               | 1               | -                 | -                 | 8     | 1     | 32    | 4     |
| Sous-total            | Sous-total            | Sous-total            | 94          | 12          | 18              | 1               | 10                | 0                 | 44    | 8     | 166   | 21    |
| Total sur la carrière | Total sur la carrière | Total sur la carrière | 420         | 159         | 39              | 13              | 12                | 0                 | 205   | 83    | 676   | 255   |

https://web.archive.org/web/20040306173425/http://www.wusa.com/players_coaches/players/homare_sawa/

## Palmarès

### En club
En 16 saisons passées au Yomiuri Beleza (aussi appelé NTV Beleza), Homare Sawa remporte à huit reprises le championnat du Japon en 1991, 1992, 1993, 2005, 2006, 2007, 2008 et 2010. Elle gagne également sept coupe du Japon féminine en 1993, 1997, 2004, 2005, 2007, 2008 et 2009 ainsi qu'une coup de la Ligue Nadeshiko en 2007. Dès sa première année à l'INAC Leonessa, elle remporte le championnat du Japon féminin et ajoute, en 2012 et 2013, deux autres titres à son palmarès. Elle gagne en 2011 la coupe du Japon et en 2013 la coupe de la Ligue Nadeshiko. Cette même année, elle remporte la Mobcast Cup.

### En sélection nationale

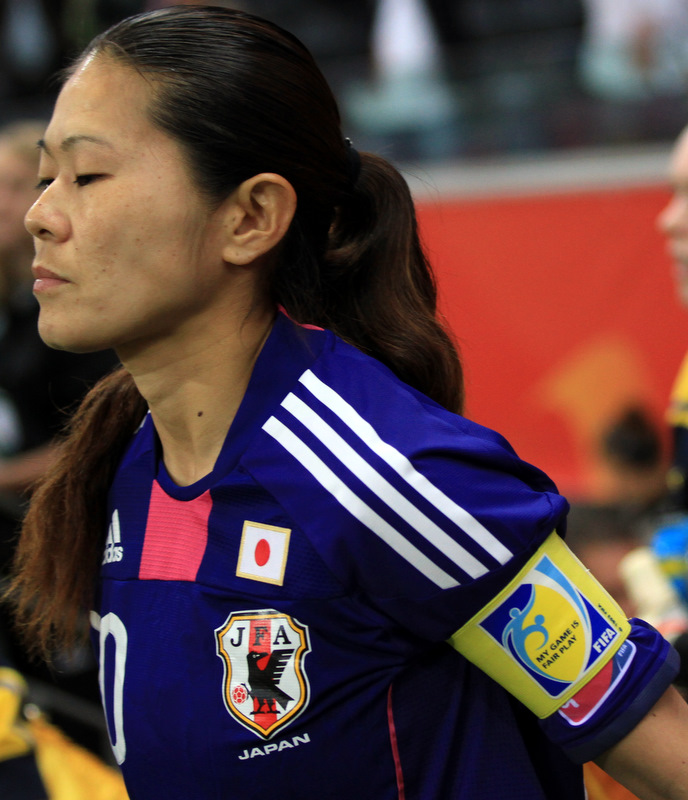
Homare Sawa lors de la Coupe du monde 2011 en Allemagne

Avec la sélection nationale du Japon, Homare Sawa sort vainqueur des éditions 2008 et 2010 de la Coupe d'Asie de l'Est. Elle est médaillée d'or aux Jeux asiatiques de 2010 et remporte la Coupe d'Asie des nations de football féminin en 2014. En 2011, elle remporte la Coupe du monde de football féminin et est médaillée d'argent aux Jeux olympiques d'été de 2012.

### Distinctions personnelles et records
À titre individuel, elle est membre de l'équipe type de Nadeshiko.League à 11 reprises (en 1993, de 1995 à 1998, de 2005 à 2008, en 2011 et en 2012). Elle est meilleure joueuse du championnat en 2006 et 2008 et meilleure joueuse de la Confédération asiatique de football en 2004 et 2008. Elle est la meilleure joueuse de la Coupe d'Asie de l'Est en 2008 et 2010. Elle est Ballon d'Or Adidas, Soulier d'Or Adidas de la Coupe du monde de football féminin 2011 et fait partie de l'équipe-type de la compétition. Début 2012, elle est élue joueuse mondiale de la FIFA 2011. Elle est intronisée au Asian Football Hall of Fame en 2014.
Homare Sawa détient deux records reconnus par le Guinness des records : le but marqué le plus tard dans une finale de coupe du monde (117e minute) et le plus grand nombre de participations en coupe du monde (6 participations), record partagé avec Formiga.